# Painting Pictures
Painting Pictures – debiutancki album studyjny amerykańskiego rapera Kodaka Blacka. Został wydany 31 marca 2017 roku przez Dollaz N Dealz Entertainment, Sniper Gang i Atlantic Records. Sesje nagraniowe odbywały się od 2016 do 2017 roku w Pink House Studios w Miami na Florydzie. Producentami albumu byli m.in. Metro Boomin, Southside i Mike Will Made It. Na albumie wystąpili gościnnie m.in. Future, Young Thug, Bun B i Jeezy. Album posiada trzy single: „There He Go”, „Tunnel Vision” i „Patty Cake”.

## Sprzedaż
Painting Pictures zadebiutowało na trzecim miejscu na amerykańskiej liście Billboard 200, z 71 000 sprzedanymi egzemplarzami w pierwszym tygodniu. W drugim tygodniu album spadł na ósme miejsce. W dniu 13 listopada 2019 roku album otrzymał platynę od Recording Industry Association of America (RIAA) za łączną sprzedaż w wysokości ponad miliona egzemplarzy w Stanach Zjednoczonych.

## Lista utworów
Informacje zaadaptowane z serwisu Tidal.
| No.           | Tytuł                                        | Twórcy                                                                     | Producenci                               | Długość |
| ------------- | -------------------------------------------- | -------------------------------------------------------------------------- | ---------------------------------------- | ------- |
| 1.            | "Day for Day"                                | - Dieuson Octave - Benjamin Diehl - Ian Lewis                              | - Ben Billions - Schife                  | 2:48    |
| 2.            | "Coolin and Booted"                          | - Octave - Diehl - Danny Schofield                                         | - Ben Billions - DannyBoyStyles          | 3:34    |
| 3.            | "Candy Paint" (feat. Bun B)                  | - Octave - Kevin Price - Jan Branicki - Bernard Freeman                    | - Go Grizzly - Dreamlife                 | 3:38    |
| 4.            | "Up in Here"                                 | - Octave - Rex Kudo - Ryan Vojtesak                                        | - Rex Kudo - Charlie Handsome            | 2:55    |
| 5.            | "U Ain't Never"                              | - Octave - Diehl                                                           | Ben Billions                             | 3:29    |
| 6.            | "Twenty 8"                                   | - Octave - Daris Meachem                                                   | D Stackz                                 | 2:59    |
| 7.            | "Patty Cake"                                 | - Octave - Diehl - Courtney Clyburn - Nick Seeley                          | - Ben Billions - Ness - Nick Seeley      | 3:18    |
| 8.            | "Save You"                                   | - Octave - Diehl - Navraj Goraya                                           | - Ben Billions - Nav                     | 3:58    |
| 9.            | "Conscience" (feat. Future)                  | - Octave - Dwan Avery - Shawn Kyles - Nayvadius Wilburn                    | - DY - Cicero                            | 3:39    |
| 10.           | "Tunnel Vision"                              | - Octave - Leland Wayne - Joshua Luellen - Kevin Gomringer - Tim Gomringer | - Metro Boomin - Southside - Cubeatz     | 4:28    |
| 11.           | "Corrlinks and JPay"                         | - Octave - Michael Williams II - Samuel Gloade                             | - Mike Will Made It - 30 Roc             | 3:02    |
| 12.           | "Reminiscing" (feat. A Boogie wit da Hoodie) | - Octave - Diehl - Derek Garcia - Artist Dubose                            | - Ben Billions - Dyryk                   | 3:45    |
| 13.           | "Side Nigga"                                 | - Octave - Jermaine Smith                                                  | C-Clip Beatz                             | 3:29    |
| 14.           | "Off the Land"                               | - Octave - Kudo - Wesley Glass                                             | - Wheezy - Rex Kudo                      | 3:45    |
| 15.           | "Top Off Benz" (feat. Young Thug)            | - Octave - Glass - Jeffery Williams                                        | Wheezy                                   | 4:02    |
| 16.           | "Feeling Like" (featuring Jeezy)             | - Octave - Carlton Mays, Jr. - Jay Jenkins                                 | - Honorable C.N.O.T.E. - Derelle Rideout | 3:48    |
| 17.           | "Why They Call You Kodak"                    | - Octave - Diehl                                                           | Ben Billions                             | 3:33    |
| 18.           | "There He Go"                                | - Octave - Aaron Lockhart, Jr. - Damion Williams                           | - Dubba-AA - DJ Swift                    | 3:16    |
| Cała długość: | Cała długość:                                | Cała długość:                                                              | Cała długość:                            | 63:26   |

## Pozycje na listach
| Lista (2017)                           | Pozycja |
| -------------------------------------- | ------- |
| Kanada (Billboard)                     | 5       |
| Holandia (Album Top 100)               | 88      |
| Nowa Zelandia (RMNZ)                   | 4       |
| USA Billboard 200                      | 3       |
| USA Top R&B/Hip-Hop Albums (Billboard) | 2       |

| Lista (2017)                           | Pozycja |
| -------------------------------------- | ------- |
| USA Billboard 200                      | 48      |
| USA Top R&B/Hip-Hop Albums (Billboard) | 22      |

## Certyfikaty
| Kraj       | Certyfikat | Ilość sprzedanych egzemplarzy |
| ---------- | ---------- | ----------------------------- |
| USA (RIAA) | Platyna    | 1,000,000                     |